# Hylocereus extensus
Hylocereus extensus är en kaktusväxtart som först beskrevs av Salm-dyck och Dc., och fick sitt nu gällande namn av Nathaniel Lord Britton och Joseph Nelson Rose. Hylocereus extensus ingår i släktet Hylocereus och familjen kaktusväxter. Inga underarter finns listade i Catalogue of Life.